# Парламентские выборы в Черногории (1907)
Парламентские выборы в Черногории 1907 года — выборы парламента Черногории, которые были проведены 31 октября 1907 года после роспуска Парламента 9 июля того же года. Впервые выборы сопровождались ожесточенной борьбой между приверженцами партий. Выборы были бойкотированы радикалами, которые жаловались на их травлю и изображением их враждебной стороной князю Николаю. В офисах газетах города Никшич, которые принадлежали радикалам были погромы, так же сообщалось о случаях нападения на радикалов в кафе. Консерваторы же были поддержаны властью и армией. После выборов вновь избранный парламент был созван 21 ноября 1907 года. После выборов около 150 членов партии «Великая Сербия» были арестованы по обвинению в государственной измене.